# Marcillat
Marcillat település Franciaországban, Puy-de-Dôme megyében. Lakosainak száma 342 fő (2022. január 1.). Marcillat Champs, Pouzol, Saint-Gal-sur-Sioule, Saint-Hilaire-la-Croix, Saint-Pardoux és Saint-Quintin-sur-Sioule községekkel határos.

## Népesség
A település népességének változása:
| Lakosok száma | 283  | 281  | 286  | 284  | 289  | 292  | 309  | 325  | 342  |
|               | 2013 | 2015 | 2016 | 2017 | 2018 | 2019 | 2020 | 2021 | 2022 |